# Seidenmuseum Suzhou
Das Seidenmuseum Suzhou (chinesisch 苏州丝绸博物馆, Pinyin Suzhou sichou bowuguan, englisch Suzhou Silk Museum) befindet sich in Suzhou, Provinz Jiangsu, Volksrepublik China. Es wurde 1991 eröffnet. Das Museum widmet sich der Veranschaulichung der Herstellung von Seide und deren Entstehungsgeschichte. Ausgestellt werden auch historische Funde von Seidenstoffen und Kleidern.